# Кшентув
Кшентув (пол. Krzętów) — село в Польщі, у гміні Вельґомлини Радомщанського повіту Лодзинського воєводства.
Населення — 690 осіб (2011).
У 1975-1998 роках село належало до Пйотрковського воєводства.

## Демографія
Демографічна структура станом на 31 березня 2011 року:
|          | Загалом | Допрацездатний вік | Працездатний вік | Постпрацездатний вік |
| -------- | ------- | ------------------ | ---------------- | -------------------- |
| Чоловіки | 346     | 74                 | 244              | 28                   |
| Жінки    | 344     | 68                 | 193              | 83                   |
| Разом    | 690     | 142                | 437              | 111                  |